# Goedele Decocq
Goedele Decocq is een personage uit de televisiereeks F.C. De Kampioenen. Goedele wordt gespeeld door Machteld Timmermans en is te zien vanaf reeks 19. Ze is ook te zien in alle films en de kerstspecial.

## Personage
Goedele Decocq is sinds het einde van reeks 19 de vaste vriendin van Balthasar Boma.
Decocq is een antropologe en een nette, zelfbewuste vrouw met zin voor avontuur. Ze heeft een zoon met Oscar Crucke: Ronald. Ze leerden elkaar kennen in 1993 in de luchthaven van Düsseldorf, toen Oscar op weg was naar Thailand nadat hij net de Kampioenen had verlaten. Maar ze zijn niet lang bij elkaar gebleven.
Goedele ontmoette Balthasar Boma voor het eerst in de brocantiek van Fernand Costermans, waar Fernand haar gestolen Afrikaanse maskers probeerde te verkopen. Boma had meteen een oogje op haar, maar Goedele was aanvankelijk helemaal niet geïnteresseerd in hem. Boma bleef haar echter opzoeken en verklaarde haar meerdere malen zijn liefde. Wanneer Fernand de mobiele telefoon van hem stal en haar daarmee constant sms'jes onder zijn naam stuurde, was voor Goedele de maat vol en liet ze Boma arresteren wegens stalking. Toen bleek dat Fernand de verantwoordelijke was, bracht Goedele Boma een cadeautje om het goed te maken, maar ze maakte hem wel duidelijk dat ze geen gevoelens voor hem had. Boma daagde Goedele uit om hem één kus te geven. Ze gaf toe en tijdens de kus sloeg de vonk over.
In het begin van reeks 20 leek de relatie tussen hen even op springen te staan, maar de twee bleven toch samen. Uiteindelijk trouwden ze in de slotaflevering van de serie.
In de kerstspecial werd bekendgemaakt dat haar zoon Ronald een kind verwacht met Niki De Tremmerie en dat ze oma gaat worden. Hij en Niki verwachten een zoon die ze Xavier Junior gaan noemen.

## Catchphrases
- Goedele Decocq, met 'cq' (een woordspeling op de catchphrase in Baantjer: De Cock, met C-O-C-K)
- Spik en span  (tegen Carmen als ze kuist)